# Let's Dance 2016
Let's Dance 2016 var  den elfte säsongen av TV-programmet Let's Dance som hade premiär i TV4 den 11 mars 2016. Programledare var som tidigare säsong Jessica Almenäs och David Hellenius. Juryn bestod av Tony Irving, Ann Wilson och Cecilia Lazar. Vinnare blev Elisa Lindström och Yvo Eussen.

## Tävlande
- Pia Johansson och Marc Christensen
- Toni Prince och Elisabeth Novotny
- Linda Lindorff och Kristjan Lootus
- Rickard Söderberg och Maria Zimmerman
- Ewa Fröling och Tobias Wallin
- Elisa Lindström och Yvo Eussen
- Johan Rabaeus och Cecilia Ehrling
- Isabel Adrian och Fredric Brunberg
- Nassim Al Fakir och Jeanette Carlsson
- Bianca Wahlgren Ingrosso och Alexander Svanberg
- Thomas Wassberg och Malin Watson

## Program

### Program 1
Sändes den 11 mars 2016. Danser som dansades i första programmet var cha cha, american smooth, samba och tango.
1. Pia Johansson och Marc Christensen - Samba (Locked Away)
2. Toni Prince och Elisabeth Novotny - Cha Cha (Fan va bra)
3. Linda Lindorff och Kristjan Lootus - American smooth (Fly Me To The Moon)
4. Rickard Söderberg och Maria Zimmerman - Tango (Can’t Hold Me Down)
5. Ewa Fröling och Tobias Wallin - Cha Cha (Tycker om dig)
6. Elisa Lindström och Yvo Eussen - Samba (Lush Life)
7. Johan Rabaeus och Cecilia Ehrling - Tango (El Tango De Roxanne)
8. Isabel Adrian Angello och Fredric Brunberg - Cha Cha (Save the World)
9. Nassim Al Fakir och Jeanette Carlsson - Samba (Sorry)
10. Bianca Ingrosso och Alexander Svanberg - Tango (Dying for You)
11. Thomas Wassberg och Malin Watson - American smooth (Sakta vi gå genom stan)

#### Juryns poäng
| Nr | Tävlingspar                                | Cecilia Lazar | Ann Wilson | Tony Irving | Poängsumma |
| -- | ------------------------------------------ | ------------- | ---------- | ----------- | ---------- |
| 1  | Pia Johansson och Marc Christensen         | 2             | 4          | 3           | 9          |
| 2  | Toni Prince och Elisabeth Novotny          | 5             | 4          | 5           | 14         |
| 3  | Linda Lindorff och Kristjan Lootus         | 4             | 3          | 4           | 10         |
| 4  | Rickard Söderberg och Maria Zimmerman      | 3             | 5          | 4           | 12         |
| 5  | Ewa Fröling och Tobias Wallin              | 2             | 2          | 3           | 7          |
| 6  | Elisa Lindström och Yvo Eussen             | 5             | 6          | 6           | 17         |
| 7  | Johan Rabaeus och Cecilia Ehrling          | 2             | 2          | 1           | 5          |
| 8  | Isabel Adrian Angello och Fredric Brunberg | 2             | 3          | 3           | 8          |
| 9  | Nassim Al Fakir och Jeanette Carlsson      | 5             | 5          | 5           | 15         |
| 10 | Bianca Ingrosso och Alexander Svanberg     | 5             | 5          | 6           | 16         |
| 11 | Thomas Wassberg och Malin Watson           | 2             | 3          | 2           | 7          |

#### Utröstningen
I de första programmet röstas ingen ut men nedan visas dock ändå de par som erhöll minst antal poäng sammanlagt från både tittare och jury
| Lägst antal poäng                 |
| Johan Rabaeus och Cecilia Ehrling |

### Program 2
Sändes den 18 mars 2016. Danser som dansades i andra programmet var jive, american smooth, samba och tango.
1. Rickard Söderberg och Maria Zimmerman -  Jive (Holding out for a hero)
2. Johan Rabaeus och Cecilia Ehrling - Jive (Rock and roll all nite)
3. Nassim Al Fakir och Jeanette Carlsson - American smooth (Can't take my eyes off you)
4. Isabel Adrian Angello och Fredric Brunberg - Tango (Next to me)
5. Bianca Ingrosso och Alexander Svanberg -  Jive (Allt jag behöver)
6. Pia Johansson och Marc Christensen - American smooth (Beyond the sea)
7. Thomas Wassberg och Malin Watson - Samba (Hör min samba)
8. Toni Prince och Elisabeth Novotny - Tango (Broken arrows)
9. Linda Lindorff och Kristjan Lootus -  Samba (Single ladies)
10. Ewa Fröling och Tobias Wallin -  Tango (We got the power )
11. Elisa Lindström och Yvo Eussen - American smooth (En tuff brud i lyxförpackning)

#### Juryns poäng
| Nr | Tävlingspar                                | Cecilia Lazar | Ann Wilson | Tony Irving | Poängsumma |
| -- | ------------------------------------------ | ------------- | ---------- | ----------- | ---------- |
| 1  | Rickard Söderberg och Maria Zimmerman      | 4             | 5          | 4           | 13         |
| 2  | Johan Rabaeus och Cecilia Ehrling          | 2             | 3          | 4           | 9          |
| 3  | Nassim Al Fakir och Jeanette Carlsson      | 6             | 5          | 4           | 15         |
| 4  | Isabel Adrian Angello och Fredric Brunberg | 2             | 4          | 3           | 9          |
| 5  | Bianca Ingrosso och Alexander Svanberg     | 7             | 7          | 7           | 21         |
| 6  | Pia Johansson och Marc Christensen         | 4             | 6          | 6           | 16         |
| 7  | Thomas Wassberg och Malin Watson           | 3             | 3          | 1           | 7          |
| 8  | Toni Prince och Elisabeth Novotny          | 4             | 6          | 6           | 16         |
| 9  | Linda Lindorff och Kristjan Lootus         | 3             | 4          | 2           | 9          |
| 10 | Ewa Fröling och Tobias Wallin              | 3             | 5          | 4           | 12         |
| 11 | Elisa Lindström och Yvo Eussen             | 6             | 7          | 6           | 19         |

#### Utröstningen
Listar de två par som erhöll minst tittar- och juryröster under de två första programmen.

Den av dessa två som är markerad med mörkgrå färg är den som tvingats lämna tävlingen (den till vänster).
| Lägst antal poäng             |                                            |
| Ewa Fröling och Tobias Wallin | Isabel Adrian Angello och Fredric Brunberg |

### Program 3
Sänds den 25 mars 2016. Danser som dansas i tredje programmet är jive, quickstep, slowfox och rumba.
1. Toni Prince och Elisabeth Novotny - Jive (Håll om mig hårt)
2. Nassim Al Fakir och Jeanette Carlsson - Quickstep (Kom igen Lena)
3. Bianca Ingrosso och Alexander Svanberg - Slowfox (Tell the world I'm here)
4. Pia Johansson och Marc Christensen - Quickstep (Help)
5. Rickard Söderberg och Maria Zimmerman - Slowfox (Youniverse)
6. Elisa Lindström och Yvo Eussen - Quickstep (Can't touch it)
7. Linda Lindorff och Kristjan Lootus - Rumba (Not too young)
8. Johan Rabaeus och Cecilia Ehrling - Slowfox (Can't help falling in love)
9. Isabel Adrian Angello och Fredric Brunberg - Jive (Dance with me tonight)
10. Thomas Wassberg och Malin Watson - Rumba (Bleeding Love)

#### Juryns poäng
| Nr | Tävlingspar                                | Cecilia Lazar | Ann Wilson | Tony Irving | Poängsumma |
| -- | ------------------------------------------ | ------------- | ---------- | ----------- | ---------- |
| 1  | Toni Prince och Elisabeth Novotny          | 6             | 5          | 4           | 15         |
| 2  | Nassim Al Fakir och Jeanette Carlsson      | 7             | 5          | 7           | 19         |
| 3  | Bianca Ingrosso och Alexander Svanberg     | 5             | 6          | 6           | 17         |
| 4  | Pia Johansson och Marc Christensen         | 5             | 4          | 4           | 13         |
| 5  | Rickard Söderberg och Maria Zimmerman      | 8             | 7          | 6           | 21         |
| 6  | Elisa Lindström och Yvo Eussen             | 6             | 8          | 8           | 22         |
| 7  | Linda Lindorff och Kristjan Lootus         | 6             | 4          | 4           | 14         |
| 8  | Johan Rabaeus och Cecilia Ehrling          | 5             | 3          | 3           | 11         |
| 9  | Isabel Adrian Angello och Fredric Brunberg | 4             | 5          | 3           | 12         |
| 10 | Thomas Wassberg och Malin Watson           | 3             | 4          | 2           | 9          |

#### Utröstningen
Listar de två par som erhöll minst tittar- och juryröster under programmet.

Den av dessa två som är markerad med mörkgrå färg är den som tvingats lämna tävlingen (den till vänster).
| Lägst antal poäng                 |                                   |
| Johan Rabaeus och Cecilia Ehrling | Toni Prince och Elisabeth Novotny |

### Program 4
Sänds den 1 april 2016. Danser som dansas i fjärde programmet är lindyhop, paso doble, bugg, lambada, flamenco, wienervals, salsa och charleston.
1. Isabel Adrian Angello och Fredric Brunberg - Lindyhop (Blue suede shoes)
2. Bianca Ingrosso och Alexander Svanberg - Paso doble (Whenever, wherever)
3. Linda Lindorff och Kristjan Lootus - Bugg (Fyra bugg och en coca cola)
4. Toni Prince och Elisabeth Novotny - Lambada (Lambada)
5. Elisa Lindström och Yvo Eussen - Flamenco (Bomboleo)
6. Thomas Wassberg och Malin Watson - Wienervals (Grand waltz)
7. Nassim Al Fakir och Jeanette Carlsson - Salsa (Conga)
8. Pia Johansson och Marc Christensen - Bugg (När vindarna viskar mitt namn)
9. Rickard Söderberg och Maria Zimmerman -  Charleston (A cool cat in town)

#### Juryns poäng
| Nr | Tävlingspar                                | Cecilia Lazar | Ann Wilson | Tony Irving | Poängsumma |
| -- | ------------------------------------------ | ------------- | ---------- | ----------- | ---------- |
| 1  | Isabel Adrian Angello och Fredric Brunberg | 3             | 4          | 4           | 11         |
| 2  | Bianca Ingrosso och Alexander Svanberg     | 6             | 9          | 9           | 24         |
| 3  | Linda Lindorff och Kristjan Lootus         | 5             | 5          | 4           | 14         |
| 4  | Toni Prince och Elisabeth Novotny          | 6             | 7          | 7           | 20         |
| 5  | Elisa Lindström och Yvo Eussenn            | 9             | 8          | 9           | 26         |
| 6  | Thomas Wassberg och Malin Watson           | 5             | 5          | 4           | 14         |
| 7  | Nassim Al Fakir och Jeanette Carlsson      | 7             | 7          | 5           | 19         |
| 8  | Pia Johansson och Marc Christensen         | 6             | 7          | 6           | 19         |
| 9  | Rickard Söderberg och Maria Zimmerma       | 9             | 6          | 8           | 23         |

#### Utröstningen
Listar de två par som erhöll minst tittar- och juryröster under programmet.

Den av dessa två som är markerad med mörkgrå färg är den som tvingats lämna tävlingen (den till vänster).
| Lägst antal poäng                          |                                       |
| Isabel Adrian Angello och Fredric Brunberg | Nassim al Fakir och Jeanette Carlsson |

### Program 5
Sändes den 8 april 2016. Danser som dansades i femte programmet var cha cha, tango american smooth och samba.
1. Linda Lindorff och Kristjan Lootus - Cha Cha (Hero)
2. Nassim Al Fakir och Jeanette Carlsson - Tango (Alla kan göra nått)
3. Bianca Ingrosso och Alexander Svanberg - American Smooth (Fall in love)
4. Toni Prince och Elisabeth Novotny - Samba (Best day of my life)
5. Thomas Wassberg och Malin Watson - Cha Cha (Always on my mind)
6. Pia Johansson och Marc Christensen - Tango (Dance with me)
7. Rickard Söderberg och Maria Zimmerman - American Smooth (To love somebody)
8. Elisa Lindström och Yvo Eussen - Tango (You)

#### Juryns poäng
| Nr | Tävlingspar                            | Cecilia Lazar | Ann Wilson | Tony Irving | Poängsumma |
| -- | -------------------------------------- | ------------- | ---------- | ----------- | ---------- |
| 1  | Linda Lindorff och Kristjan Lootus     | 5             | 6          | 6           | 16         |
| 2  | Nassim Al Fakir och Jeanette Carlsson  | 8             | 8          | 8           | 24         |
| 3  | Bianca Ingrosso och Alexander Svanberg | 10            | 10         | 10          | 30         |
| 4  | Toni Prince och Elisabeth Novotny      | 7             | 6          | 5           | 18         |
| 5  | Thomas Wassberg och Malin Watson       | 5             | 5          | 5           | 15         |
| 6  | Pia Johansson och Marc Christensen     | 7             | 7          | 7           | 21         |
| 7  | Rickard Söderberg och Maria Zimmerman  | 8             | 8          | 8           | 25         |
| 8  | Elisa Lindström och Yvo Eussen         | 9             | 8          | 9           | 26         |

#### Utröstningen
Listar de två par som erhöll minst tittar- och juryröster under programmet.

Den av dessa två som är markerad med mörkgrå färg är den som tvingats lämna tävlingen (den till vänster).
| Lägst antal poäng                 |                                    |
| Toni Prince och Elisabeth Novotny | Linda Lindorff och Kristjan Lootus |

### Program 6
Sänds den 15 april 2016. Danser som dansas i sjätte programmet är cha cha, slowfox, quickstep och broadway.

#### Dans 1
1. Nassim Al Fakir och Jeanette Carlsson -  Cha cha (Emergency)
2. Pia Johansson och Marc Christensen - Cha cha (Heart of glass)
3. Linda Lindorff och Kristjan Lootus - Slowfox (I wanna be loved by you)
4. Elisa Lindström och Yvo Eussen - Cha Cha (Material Girl)
5. Bianca Ingrosso och Alexander Svanberg -  Quickstep (Royals)
6. Rickard Söderberg och Maria Zimmerman - Quickstep (Puttin’ on the ritz)
7. Thomas Wassberg och Malin Watson - Slowfox (Ett sista glas)

#### Dans 2
1. Nassim Al Fakir och Jeanette Carlsson -  Broadway (There’s no business like show business)
2. Pia Johansson och Marc Christensen - Broadway (Born to boogie)
3. Linda Lindorff och Kristjan Lootus - Broadway (A spoonful of sugar)
4. Elisa Lindström och Yvo Eussen - Broadway (Singing’ in the rain)
5. Bianca Ingrosso och Alexander Svanberg - Broadway (Tomorrow)
6. Rickard Söderberg och Maria Zimmerman - Broadway (The Lady is a tramp)
7. Thomas Wassberg och Malin Watson - Broadway (New York, New York)

#### Juryns poäng
| Nr | Tävlingspar                            | Cecilia Lazar | Ann Wilson | Tony Irving | Extra poäng | Poängsumma |
| -- | -------------------------------------- | ------------- | ---------- | ----------- | ----------- | ---------- |
| 1  | Nassim Al Fakir och Jeanette Carlsson  | 6             | 8          | 8           | 10          | 32         |
| 2  | Pia Johansson och Marc Christensen     | 5             | 5          | 4           | 6           | 20         |
| 3  | Linda Lindorff och Kristjan Lootus     | 9             | 8          | 9           | 8           | 34         |
| 4  | Elisa Lindström och Yvo Eussen         | 9             | 9          | 10          | 12          | 40         |
| 5  | Bianca Ingrosso och Alexander Svanberg | 9             | 10         | 8           | 14          | 41         |
| 6  | Rickard Söderberg och Maria Zimmerman  | 6             | 6          | 6           | 4           | 22         |
| 7  | Thomas Wassberg och Malin Watson       | 4             | 4          | 4           | 2           | 14         |

#### Utröstningen
Listar de två par som erhöll minst tittar- och juryröster under programmet.

Den av dessa två som är markerad med mörkgrå färg är den som tvingats lämna tävlingen (den till vänster).
| Lägst antal poäng                  |                                       |
| Pia Johansson och Marc Christensen | Nassim Al Fakir och Jeanette Carlsson |

### Program 7
Sänds den 22 april 2016. Danser som dansas i sjunde programmet är quickstep, samba och rumba.
1. Linda Lindorff och Kristjan Lootus - Quickstep (Since you've been gone)
2. Rickard Söderberg och Maria Zimmerman - Samba (Jag kan inte leva utan dig)
3. Elisa Lindström och Yvo Eussen - Rumba (Håll om mitt hjärta hårt)
4. Bianca Ingrosso och Alexander Svanberg - Samba (Du tar mig tillbaks)
5. Thomas Wassberg och Malin Watson - Quickstep (Hearts on fire)
6. Nassim Al Fakir och Jeanette Carlsson -  Rumba (Not a sinner nor a saint)

#### Juryns poäng
| Nr | Tävlingspar                            | Cecilia Lazar | Ann Wilson | Tony Irving | Poängsumma |
| -- | -------------------------------------- | ------------- | ---------- | ----------- | ---------- |
| 1  | Linda Lindorff och Kristjan Lootus     | 6             | 5          | 6           | 17         |
| 2  | Rickard Söderberg och Maria Zimmerman  | 7             | 7          | 7           | 21         |
| 3  | Elisa Lindström och Yvo Eussen         | 9             | 9          | 7           | 25         |
| 4  | Bianca Ingrosso och Alexander Svanberg | 8             | 8          | 8           | 24         |
| 5  | Thomas Wassberg och Malin Watson       | 3             | 5          | 5           | 13         |
| 6  | Nassim Al Fakir och Jeanette Carlsson  | 9             | 9          | 10          | 28         |

#### Utröstningen
Listar de två par som erhöll minst tittar- och juryröster under programmet.

Den av dessa två som är markerad med mörkgrå färg är den som tvingats lämna tävlingen (den till vänster).
| Lägst antal poäng                     |                                        |
| Rickard Söderberg och Maria Zimmerman | Bianca Ingrosso och Alexander Svanberg |

### Program 8
Sänds den 29 april 2016. Danser som dansas i åttonde programmet är rumba, jive och slowfox.

#### Dans 1
1. Bianca Ingrosso och Alexander Svanberg - Rumba (It will rain)
2. Thomas Wassberg och Malin Watson - Jive (hey babe)
3. Nassim Al Fakir och Jeanette Carlsson - Slowfox (Take my breath away)
4. Linda Lindorff och Kristjan Lootus -  Jive (Honey, honey)
5. Elisa Lindström och Yvo Eussen -  Slowfox (My heart will go on)

#### Dans 2
1. Bianca Ingrosso och Alexander Svanberg - Star Wars
2. Thomas Wassberg och Malin Watson - Livet är en schlager
3. Nassim Al Fakir och Jeanette Carlsson - Superman
4. Linda Lindorff och Kristjan Lootus - Indiana Jones
5. Elisa Lindström och Yvo Eussen - Moulin Rouge

#### Juryns poäng
| Nr | Tävlingspar                            | Robert Gustafsson | Cecilia Lazar | Ann Wilson | Tony Irving | Extra poäng | Poängsumma |
| -- | -------------------------------------- | ----------------- | ------------- | ---------- | ----------- | ----------- | ---------- |
| 1  | Bianca Ingrosso och Alexander Svanberg | 10                | 9             | 9          | 10          | 8           | 46         |
| 2  | Thomas Wassberg och Malin Watson       | 7                 | 6             | 7          | 6           | 2           | 28         |
| 3  | Nassim Al Fakir och Jeanette Carlsson  | 8                 | 8             | 8          | 8           | 6           | 38         |
| 4  | Linda Lindorff och Kristjan Lootus     | 8                 | 8             | 8          | 6           | 4           | 34         |
| 5  | Elisa Lindström och Yvo Eussen         | 10                | 10            | 10         | 10          | 10          | 50         |

#### Utröstningen
Listar de två par som erhöll minst tittar- och juryröster under programmet.

Den av dessa två som är markerad med mörkgrå färg är den som tvingats lämna tävlingen (den till vänster).
| Lägst antal poäng                     |                                    |
| Nassim Al Fakir och Jeanette Carlsson | Linda Lindorff och Kristjan Lootus |

### Program 9
Sänds den 6 maj 2016. Danser som dansas i nionde programmet är fusion, tango, jive och cha cha.

#### Dans 1
1. Thomas Wassberg och Malin Watson - Tango (Vingar)
2. Linda Lindorff och Kristjan Lootus - Tango (Stars align)
3. Elisa Lindström och Yvo Eussen - Jive (Vatten)
4. Bianca Ingrosso och Alexander Svanberg - Cha cha (Relight my fire)

#### Dans 2
1. Thomas Wassberg och Malin Watson - Fusion (I was made for loving you) (Dark lady) (Paint it black)
2. Linda Lindorff och Kristjan Lootus - Fusion (Visa vid vindens ängar) (Din tid kommer) (Det kommer aldrig va över för mig)
3. Elisa Lindström och Yvo Eussen - Fusion (For once in my life) (Sing me out) (If I were sorry)
4. Bianca Ingrosso och Alexander Svanberg - Fusion (Ingen vill veta var du köpt din tröja) (En apa som liknar dig) (Jag kommer")

#### Juryns poäng
| Nr | Tävlingspar                            | Cecilia Lazar | Ann Wilson | Tony Irving | Poängsumma |
| -- | -------------------------------------- | ------------- | ---------- | ----------- | ---------- |
| 1  | Thomas Wassberg och Malin Watson       | 6+7           | 6+5        | 7+6         | 19+18=37   |
| 2  | Linda Lindorff och Kristjan Lootus     | 6+7           | 7+7        | 7+8         | 20+23=43   |
| 3  | Elisa Lindström och Yvo Eussen         | 9+10          | 9+8        | 8+10        | 26+28=54   |
| 4  | Bianca Ingrosso och Alexander Svanberg | 10+9          | 10+10      | 10+10       | 30+29=59   |

#### Utröstningen
Listar de två par som erhöll minst tittar- och juryröster under programmet.

Den av dessa två som är markerad med mörkgrå färg är den som tvingats lämna tävlingen (den till vänster).
| Lägst antal poäng                  |                                  |
| Linda Lindorff och Kristjan Lootus | Thomas Wassberg och Malin Watson |

### Program 10
Sändes den 13 maj 2016. Danser som dansades i tionde programmet var hiphop, disco, modern dans, tango, quickstep och samba.

#### Dans 1
1. Elisa Lindström och Yvo Eussen - Hiphop (Dansa Pausa)
2. Thomas Wassberg och Malin Watson - Disco (This is it)
3. Bianca Ingrosso och Alexander Svanberg - Modern dans (Stand by you)

#### Dans 2
1. Elisa Lindström och Yvo Eussen - 'Tango (You)
2. Thomas Wassberg och Malin Watson - Quickstep (Hearts on fire)
3. Bianca Ingrosso och Alexander Svanberg - Samba (Du tar mig tillbaks)

#### Juryns poäng
| Nr | Tävlingspar                            | Cecilia Lazar | Ann Wilson | Tony Irving | Poängsumma |
| -- | -------------------------------------- | ------------- | ---------- | ----------- | ---------- |
| 1  | Elisa Lindström och Yvo Eussen         | 10+9          | 10+8       | 10+10       | 30+27=57   |
| 2  | Thomas Wassberg och Malin Watson       | 5+5           | 5+6        | 6+7         | 16+18=34   |
| 3  | Bianca Ingrosso och Alexander Svanberg | 10+9          | 10+10      | 10+10       | 30+29=59   |

#### Utröstningen
Listar det par som erhöll minst tittar- och juryröster under programmet.
| Lägst antal poäng                |
| Thomas Wassberg och Malin Watson |

### Program 11
Sänds den 20 maj 2016. Danser som dansas i elfte programmet är rumba, slowfox, showdans och american smooth.

#### Dans 1
1. Elisa Lindström och Yvo Eussen - Rumba (Håll mitt hjärta hårt)
2. Bianca Ingrosso och Alexander Svanberg - Rumba (It will rain)

#### Dans 2
1. Elisa Lindström och Yvo Eussen - Slowfox (My heart will go on)
2. Bianca Ingrosso och Alexander Svanberg -  American smooth (Fall in love)

#### Dans 3
1. Elisa Lindström och Yvo Eussen - Showdans (Vår sista dans) och (Last dance)
2. Bianca Ingrosso och Alexander Svanberg - Showdans (Bang bang), (Apache) och (Jump on it)

#### Juryns poäng
| Nr | Tävlingspar                            | Cecilia Lazar | Ann Wilson | Tony Irving | Poängsumma  |
| -- | -------------------------------------- | ------------- | ---------- | ----------- | ----------- |
| 1  | Elisa Lindström och Yvo Eussen         | 10+10+10      | 9+10+10    | 10+10+10    | 29+30+30=89 |
| 2  | Bianca Ingrosso och Alexander Svanberg | 10+10+10      | 10+10+10   | 10+10+10    | 30+30+30=90 |

#### Vinnare
Listar nedan det par som erhöll flest antal tittarröster och därmed vann Let's Dance 2016.
| Vinnare                        |
| Elisa Lindström och Yvo Eussen |